# Cmentarz Saint-Josse-ten-Noode
Cmentarz Saint-Josse-ten-Noode (fr. Cimetière de Saint-Josse-ten-Noode, niderl. Begraafplaats van Sint-Josse-ten-Noode) znajduje się w gminie Schaerbeek w Regionie Stołecznym Brukseli. Został założony w drugiej połowie XIX wieku. Pochowano na nim wielu znaczących przedstawicieli belgijskiej kultury i polityki.

## Pochowani na Cmentarzu Schaerbeek
- Charles de Groux (1825-1870)
- André Van Hasselt (1806-1874)
- Jean-Baptiste Madou (1796-1877)
- Caroline Gravière (1821-1878)
- Eugène Van Bemmel (1824-1880)
- Charles Rogier (1800-1885)
- Édouard Agneessens (1842-1885)
- Armand Steurs (1849-1899))
- François Binjé (1835-1900)
- Guillaume Charlier (1854-1925)
- George Garnir (1868-1939)
- Georges Pètre, (1874-1942)
- Franz Courtens (1854-1943)
- Guy Cudell (1916-1999)

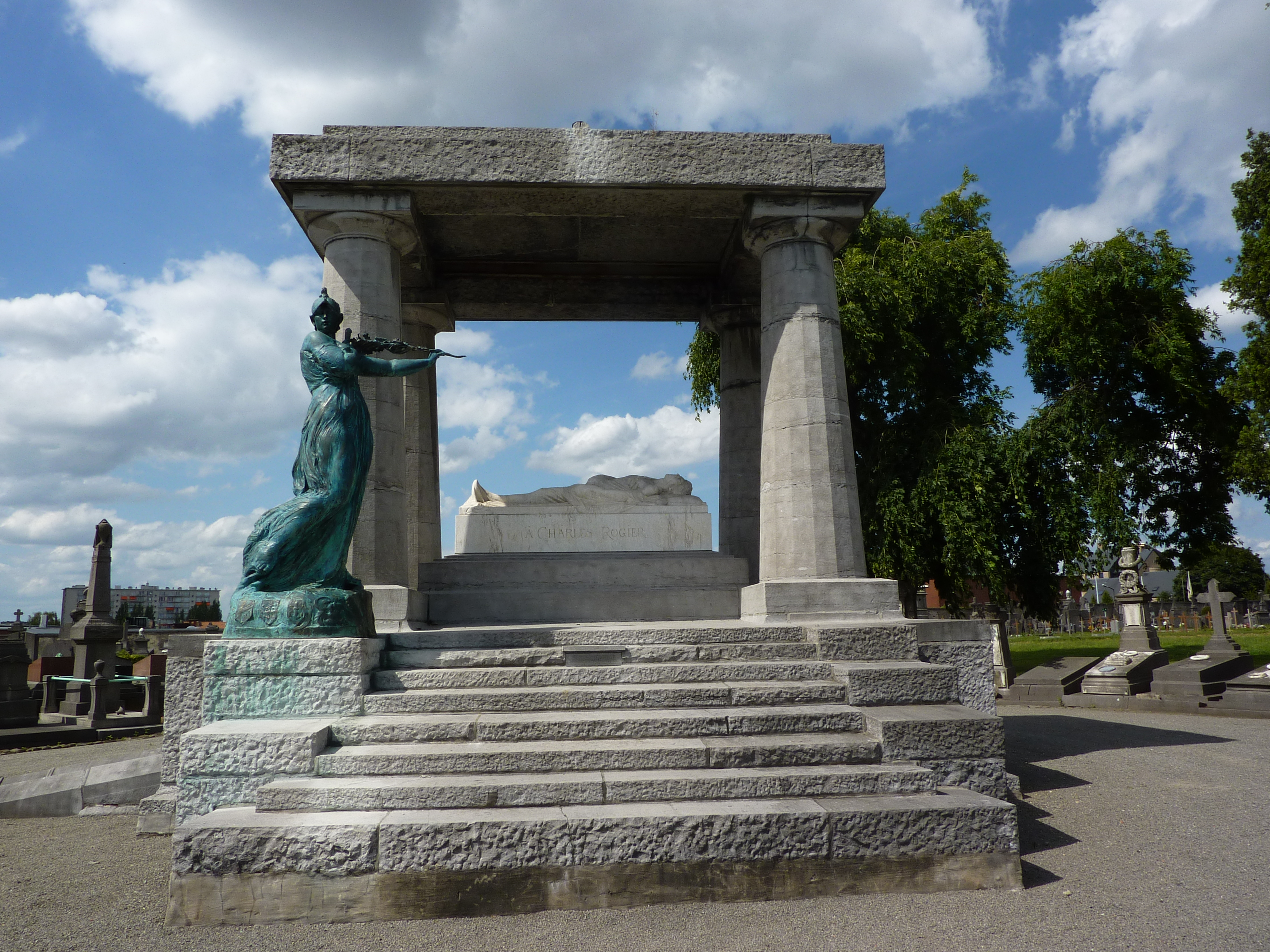
Mauzoleum Charlesa Rogiera
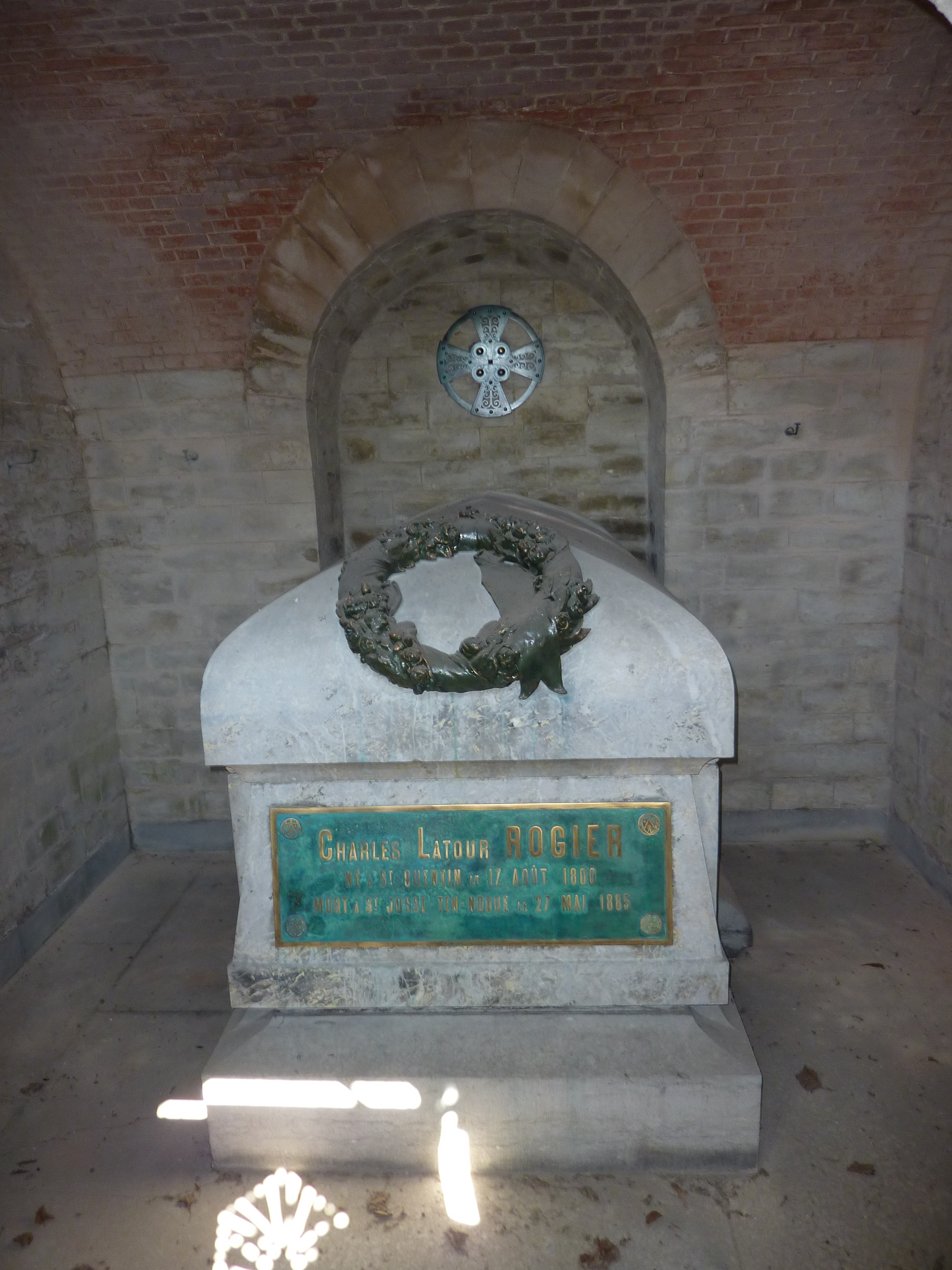
Krypta Charlesa Rogiera
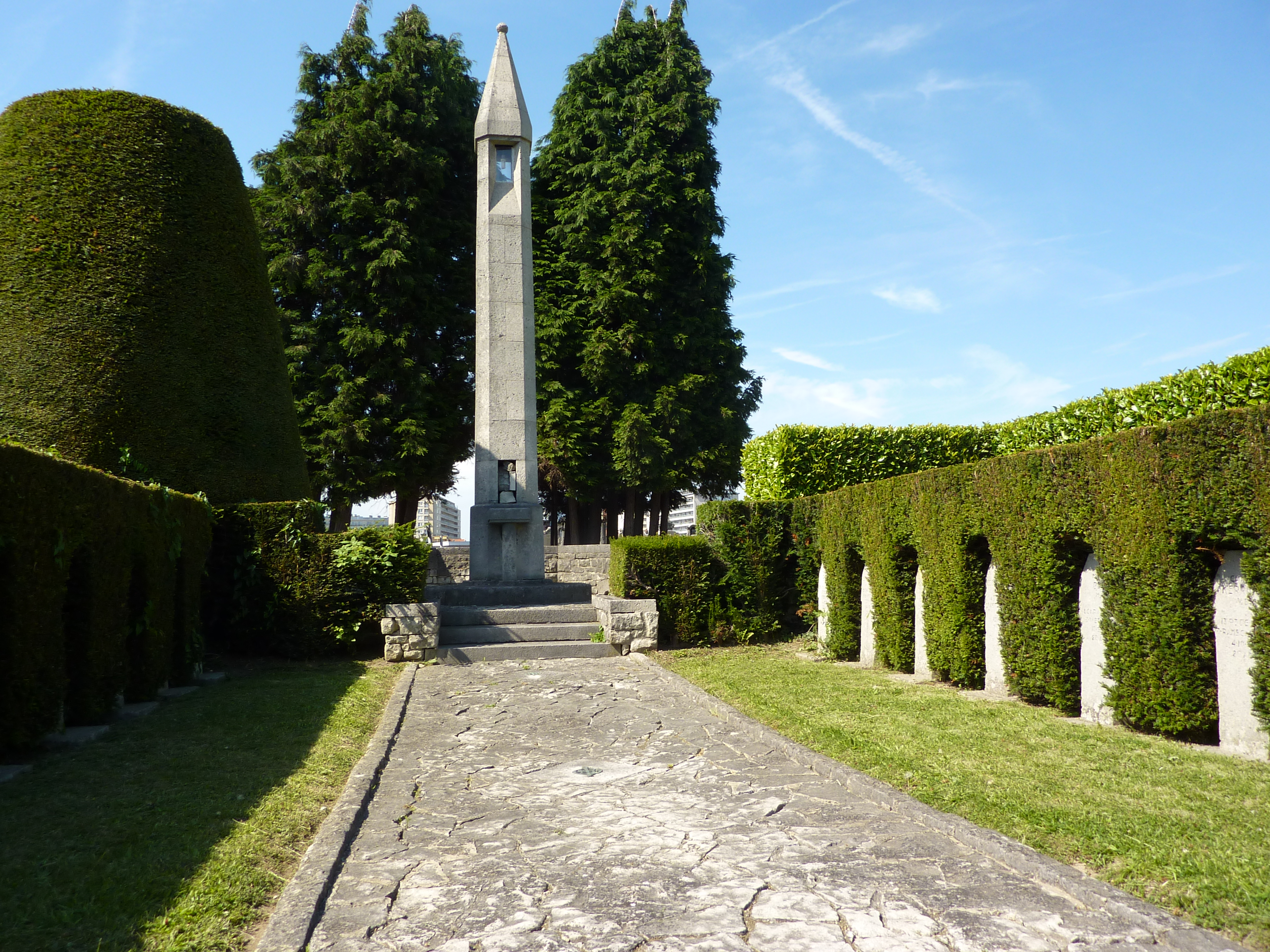
Groby 14-18